# 벌말도서관
벌말도서관은 경기도 안양시 동안구에 있는 시립 도서관이다.

## 연혁
- 2013년 3월 : 평촌동주민센터별관 건물을 벌말도서관으로 바꾸는 리모델링 공사 착공
- 2013년 8월 28일 : 리모델링 공사 완공
- 2014년 3월 26일 : 개관
- 2014년 11월 : 종합자료실 20시까지 연장운영 실시

## 시설 현황
- 1층 : 종합자료실 - 총류에서 역사에 이르는 일반도서류
- 2층 : 어린이자료실 - 어린이 도서 및 어린이 신문 잡지
- 3층 : 디지털자료실(신문,잡지코너), 문화교실 - 인터넷 자료검색, 문서편집, VOD, 일반잡지 및 신문 및 문화행사
- 지하1층

지하1층, 지상3층 건물 / 좌석수 130석 규모

## 특화서비스
벌말도서관에서는 시민의 이용과 관심이 많은 지리·여행 분야로 특화서비스를 제공한다.
지리·여행 분야의 최신 자료를 제공하고, 여행과 휴가 관련 특강 운영 및 저자 초청의 시간을 마련하여 여행에 대한 정보를 다양한 방식으로 제공한다.

## 이용 안내

### 이용시간
- 평일 : 09:00 ~ 18:00 (종합자료실 ~ 20:00)

- 주말 : 09:00 ~ 17:00

### 휴관일
- 매주 금요일
- 일요일을 제외한 법정공휴일 (단, 일요일과 겹치는 공휴일은 휴관)
- 기타 관장이 필요하다고 인정하는 경우